# لويز تياغو
لويز تياغو هو لاعب كرة قدم برازيلي في مركز الوسط، ولد في 29 مارس 1988 في كوريتيبا في البرازيل. لعب مع أتلتيكو باراناينسي وسان أنتونيو سكوربيونز.